# Haystack Catena
La Haystack Catena (fino a marzo 2013 Haystack Vallis) è una catena presente sulla superficie di Mercurio, a 4,79° di latitudine nord e 46,63° di longitudine ovest.
La catena è stata battezzata dall'Unione Astronomica Internazionale con lo stesso nome del radiotelescopio di Haystack, in Massachusetts.